# Emerytura dożywotnia
Emerytura dożywotnia, renta dożywotnia, annuitet to produkt ubezpieczeniowy przyjmujący formę wypłat świadczeń pieniężnych o stałej lub zmiennej wartości, dokonywanych okresowo w równych odstępach czasu. Przekształca on określoną kwotę odpowiadającą stanowi indywidualnego konta w strumień okresowych (w tym przypadku miesięcznych) transz o niekreślonej liczbie.
Płatności annuitetowe mogą mieć miejsce przez określony czas albo aż do śmierci beneficjenta. 
Annuitet jest kluczowym elementem systemu emerytalnego. Oprócz emerytur dożywotnich wyróżniane są jeszcze dwie metody wypłacania środków zgromadzonych na indywidualnym koncie członka funduszu emerytalnego: wypłaty jednorazowej (lump-sum) i wypłaty programowej (produkty o określonej liczbie transz).
Emerytura dożywotnia jest jednak najczęściej stosowana w powszechnym systemie emerytalnym. Często stosuje się ją także poza tym systemem. Metoda annuitetowa pozwala bowiem uniezależnić okres wypłaty emerytury od indywidualnej długości życia uczestników systemu. Jest więc jedną z metod łączenia ryzyka i stanowi stały strumień pieniężny dochodu.

## Annuityzacja w systemie emerytalnym
Annuityzacja to ubezpieczeniowa forma dożywotniej wypłaty świadczeń emerytalnych. Zakumulowane stany indywidualnych kont są annuityzowane w momencie przejścia danej osoby na emeryturę.

## Przykład
Załóżmy, że pewna osoba w trakcie swojej kariery zawodowej zgromadziła sumę składek emerytalnych w wysokości 100 000 zł. Po przejściu na emeryturę jedną z możliwości byłoby skonsumowanie tej sumy w określonym wymiarze np. 20 000 rocznie. Istnieje jednak  ryzyko, że gdy będzie dłużej żyć niż przewiduje, to całą zgromadzoną sumę skonsumuje przed śmiercią. Alternatywnym rozwiązaniem jest wykorzystanie annuitetu, który pomoże uniknąć tej niepewności poprzez zamianę 100 000 zł oraz niemożliwej do przewidzenia długości życia na pewny dochód w wysokości y zł do końca swojego życia.

## Historia
Ewolucja tego instrumentu była długa i trwa do dziś, natomiast początków metody annuitetowej szukać można już w II w., kiedy to rzymski jurysta Ulpian Domicjusz jako pierwszy stworzył aktuarialne tabele rent dożywotnich. Nieco później średniowieczne niemieckie oraz holenderskie miasta i klasztory zbierały pieniądze poprzez sprzedaż dożywotnich rent, natomiast forma tego rodzaju annuitet nie przypominała jeszcze dzisiaj znanych dożywotnich emerytur. Wczesna praktyka sprzedaży tego instrumentu nie uwzględniała bowiem wieku, przez co ustalanie ich cen było trudne. Na ten problem zwróciło uwagę kilku wybitnych matematyków takich jak Huygens, Bernoulli, de Moivre, a nawet Gauss i Laplace byli zainteresowani sprawami dotyczącymi tego instrumentu4. Prawdopodobnie to jednak Johan de Witt był pierwszą osobą, która obliczyła wartość renty dożywotniej jako sumy oczekiwanych zdyskontowanych przyszłych płatności, podczas gdy Halley wykorzystał pierwszą tabelę umieralności zaczerpniętą z doświadczenia do obliczeń. W kolejnych stuleciach opracowywano coraz bardziej zaawansowane metody annuitetowe, które stawały się podstawą powstających systemów emerytalnych. Świadczą o tym miliony ludzi na całym świecie, którzy otrzymują regularne wynagrodzenie w postaci emerytury dożywotniej. Nowoczesne podejście do rozwiązywania trudnych problemów z wykorzystaniem tego instrumentu zauważyć można w zaawansowanych podejściach matematycznych, takich jak metody stochastyczne, teoria gier i inne narzędzia matematyki finansowej.

## Rodzaje annuitetu
Jeden z podziałów zaproponowany przez OECD dzieli produkty annuitetowe na trzy grupy. Każdy z nich ma charakter renty dożywotniej, natomiast występują między nimi istotne różnice.
1.   Produkty annuitetowe ze stałą sumą płatności (fixed payment annuities) – wysokość wypłat została z góry zdefiniowana i nie ulega zmianie. Oznacza to system, w który płatności występują w z góry ustalonej kwocie, a posiadacz tego typu produktu nie ma wpływu na sposób inwestowania aktywów stanowiących podstawę wypłaty renty dożywotniej. Produkty annuitetowe ze stałą sumą płatności nie gwarantują utrzymania siły nabywczej kolejnych płatności, a zatem osoba otrzymująca tego typu rentę dożywotnią może mieć pewność, że wypłacane środki nie ulegną wyczerpaniu wskutek dłuższego niż oczekiwano trwania życia, ale nie ma gwarancji co do utrzymania określonego poziomu życia. W tym przypadku dostawcy tego typu produktów (tzw. providerzy) biorą na siebie pełne ryzyko długowieczności osób, które te produkty wykupiły.
2.    Produkty annuitetowe indeksowane (indexed payment annuities) – wielkość regularnie wypłacanych świadczeń okresowych nie jest z góry znana i zależy od zmian określonych parametrów zewnętrznych (takich jak poziom inflacji czy stopa zwrotu z inwestycji). Produkty annuitetowe indeksowane zapewniają zatem strumień stałych dożywotnich płatności, których wielkość może podlegać zmianom (okresowo wzrastać lub spadać). W przypadku, gdy podstawą indeksacji jest stopa inflacji posiadacze takich produktów annuitetowych, oprócz zabezpieczenia przed ryzykiem długowieczności, korzystają z ochrony przed ryzykiem spadku siły nabywczej kolejnych płatności. Posiadacze ponoszą natomiast ryzyko inwestycyjne, jeśli parametrem stanowiącym podstawę indeksacji są wskaźniki rynku finansowego. Może to oznaczać z jednej strony zmienność i nieprzewidywalność co do wysokości kolejnych wypłat, ale z drugiej – możliwość korzystania z ponadprzeciętnych zysków. W tym przypadku ryzyko długowieczności nadal ponosi dostawca produktu, ale częścią ryzyka inwestycyjnego dzieli się z nabywcą produktu.
3.   Produkty annuitetowe w formie oszczędności emerytalnych z gwarantowaną opcją dochodu (retirement savings with guaranteed income option) – pewnego rodzaju połączenie o charakterze hybrydowym produktów annuitetowych ze stałą sumą płatności oraz produktów annuitetowe indeksowanych. W tej metodzie płatności są uzależnione od wyników inwestycji na rynku kapitałowym, natomiast posiadacz tego typu produktu ma zagwarantowany określony minimalny dochód. Ryzyko długowieczności bierze na siebie dostawca produktu, a częścią ryzyka inwestycyjnego dzieli się z nabywcą produktu.

Istnieją również inne klasyfikacje emerytur dożywotnich. Jedna z nich wyróżnia następujące kategorie podziału:
- ze względu na metodę wpłacania kapitału do instytucji wypłacającej:
  - emerytury z pojedynczą płatnością - wpłaca się od razu całą sumę,
  - emerytury z szeregiem płatności – suma wpłacana jest etapami,

- ze względu na liczbę osób objętych świadczeniem:
  - dożywotnia emerytura indywidualna,
  - dożywotnia emerytura wspólna (wypłacana na rzecz dwóch lub większej liczby osób,
  - emerytura wspólna z płatnościami na rzecz beneficjentów (spadkobierców),

- ze względu na okres rozpoczęcia wypłaty emerytury:
  - emerytura natychmiastowa (wypłaty zaczynają się bezpośrednio po wykupieniu emerytury),
  - emerytura odroczona (wypłacana po pewnym ustalonym okresie od wykupu emerytury),

- ze względu na naturę wypłat:
  - emerytury dożywotnie (wypłacane do momentu śmierci ubezpieczonego),
  - emerytury z gwarantowanym okresem płatności (emerytura dożywotnia, która dodatkowo gwarantuje wypłaty przez ustalony okres na rzecz beneficjentów w przypadku śmierci ubezpieczonego przed upływem tego okresu). W porównaniu z indywidualną emeryturą dożywotnią to świadczenie jest niższe, ale za to jest wypłacane dopóki emeryt żyje, lecz nie krócej niż przez pewien ustalony okres (np.10 – 15 lat). W przypadku śmierci emeryta w okresie objętym gwarancją do zakończenia tego okresu świadczenie otrzymuje wskazana wcześniej osoba,
  - emerytury refundowane (towarzystwo zwraca część środków spadkobiercom, jeżeli ubezpieczony umrze przed upływem określonego czasu,

- ze względu na zmienność wysokości wypłat:
  - emerytury o ustalonej wysokości wypłat (gwarantują minimalny poziom wypłat) – w tym emerytury o stałych wypłatach zapewniające minimalny poziom wypłat i dodatkowo wypłaty dywidendowe, których wysokość zależy od wyników inwestycyjnych instytucji wypłacającej,
  - emerytury zmienne (niegwarantujące minimalnego poziomu wypłat, przy których wysokość wypłat zależy od wyników inwestycyjnych)[8].

## Organ wypłacający świadczenie
W przypadku dożywotnich emerytur możliwe są następujące rozwiązania:
- scentralizowane – wypłata świadczenia przez instytucję publiczną (np. w Polsce ZUS lub scentralizowany zakład emerytalny)

- zdecentralizowane – w tym przypadku wypłata mogłaby być dokonywana przez zakłady emerytalne lub zakłady ubezpieczeń na życie.

## Wartość annuitetu
Aby nabyć emeryturę dożywotnią w wysokości y zł rocznie jednostka musi zgromadzić sumę środków A, równą bieżącej wartości emerytury wypłacanej do końca życia jednostki.
{\displaystyle A=y+{\frac {y}{r+1}}+{\frac {y}{r+1}}+{\frac {y}{(r+1)^{2}}}+...+{\frac {y}{(r+1)^{n-1}}}}
n - liczba lat otrzymywania tego świadczenia pieniężnego
r - oznacza stopę procentową

Sposób obliczania annuitetu prezentuje poniższy wzór:
{\displaystyle A=g(A,n,r)}
Gdzie:
A - wielkość całkowitej uzbieranej kwoty A
n – oczekiwana długość trwania życia oceniona przez ubezpieczyciela
r - oczekiwany przez ubezpieczyciela zwrot z dysponowanych aktywów

A - zgromadzona suma środków
Jeśli kwota zgromadzona przez osobę A jest dwukrotnie wyższa od zgromadzonej przez osobę B, a w innych kwestiach obie osoby charakteryzują się tymi samymi cechami, to ubezpieczyciel wypłaci osobie A dwukrotnie wyższy annuitet niż osobie B. 
r - Stopa procentowa
Konieczne jest oparcie kalkulacji na realnej stopie procentowej (tj. nadwyżce nominalnej stopy procentowej nad stopą inflacji), ponieważ w innym razie istnieje ryzyko, że zmiany w poziomie cen mogą wpływać na realną wartość annuitetu.
n - Uwarunkowania społeczne
Podstawowym uwarunkowaniem wpływającym na wartość annuitetu jest oczekiwana długość życia. Jest ona uzależniona od kilku czynników, których wystąpienie może spowodować wypłacenie annuitetu o mniejszej wysokości przez ubezpieczyciela. Wyróżnia się cztery główne czynniki:
- Wiek

Im starsza osoba, tym przeciętnie krócej będzie żyła i tym większa wysokość annuitetu będzie jej zaproponowana za określoną sumę zgromadzonych środków.
- Płeć

Przeciętna długość trwania życia kobiet jest dłuższa niż mężczyzn, dlatego też przy innych elementach niezmienionych, mężczyzna będzie otrzymywać annuitet o większej wysokości niż kobieta. W różnorodnych systemach emerytalnych wymaga się jednak łączenia ryzyka kobiet i mężczyzn.
Pojawia się także przykład annuitetu małżeńskiego.
- Zdrowie

Osoby, które żyją długo charakteryzują się „złym” ryzykiem, natomiast w przypadku annuitetów (w odróżnieniu do ubezpieczeń na życie) ubezpieczyciele zazwyczaj łączą w jednej wspólnocie ryzyka osoby bez względu na ich stan zdrowia.
- Stan cywilny

W przypadku gdy system emerytalny jest obowiązkowy, ubezpieczyciele zazwyczaj łączą ryzyko mężczyzn (przeciętnie żyjących krócej) niezależnie od wieku ich żon. Dzieje się tak, ponieważ różnica wieku pomiędzy małżonkami ma istotne znaczenie, jeśli annuitet ma być wypłacany po śmierci jednego z nich.

## Ryzyko
W przypadku emerytury dożywotniej za ryzyko związane ze specyfiką metody annuitetowej odpowiada zarówno ubezpieczyciel, jak i osoba pobierająca świadczenie.
Emerytura dożywotnia jest formą ubezpieczenia na wypadek wystąpienia ryzyka długowieczności, w którym niepewność długości życia jednostki jest przenoszona z jednostki na ubezpieczyciela, co zmniejsza jej własną niepewność poprzez łączenie wielu klientów. Annuitet zabezpiecza także przed ryzykiem aktuarialnym i ryzykiem inwestycyjnym i wiąże się z ryzykiem finansowym (stopy procentowe, ryzyko giełdowe), ryzykiem demograficznym, ryzykiem negatywnej selekcji i w pewnym stopniu ryzykiem losowości.

## Produkt a dochód annuitetowy
Pojęcie produktu annuitetowego (annuity products) i dochodu wypłacanego w formie annuitetu (annuity income) często używane jest zamiennie, natomiast warto zauważyć, że ich znaczenia nie są tożsami i istnieją pomiędzy nimi różnice. W szczególności należy odróżnić metodę annuitetową stosowaną przy wypłacaniu świadczeń z publicznych lub dodatkowych systemów emerytalnych od produktów annuitetowych, które oprócz wykorzystania tej metody, muszą spełniać pewne dodatkowe, jasno sprecyzowane kryteria.
OECD wyróżnia siedem kryteriów, którem mają pomóc w precyzyjnym zdefiniowaniu produktów finansowych mających zapewnić dochód dożywotni osobom w wieku emerytalnym:
1.   Produkt annuitetowy ma pełne pokrycie finansowe w postaci składek lub wkładów zgromadzonych w fazie gromadzenia kapitału uprawniającego do jego wypłaty.
2.   Płatności są skalkulowane w sposób rzetelny (uczciwy) z wykorzystaniem rachunku aktuarialnego (calculated on actuarially fair basis).
3.   Dostawca produktu annuitetowego (provider) jest jednostką (instytucją finansową), która zobowiązuje się do zapewnienia wypłat dla indywidualnego klienta lub uczestnika grupowego planu oszczędnościowego/ emerytalnego.
4.   Pracodawca nie jest gwarantem obiecanych płatności.
5.   W produkcie annuitetowym jest zawarte ubezpieczenie przed ryzykiem długowieczności (longevity insurance component).
6.   W przypadku gdy produkt zawiera wariant w formie wypłaty odroczonych płatności annuitetowych (deferret annuity), stopa procentowa konwersji kapitału w płatności annuitetowe jest zdefiniowana na początku umowy.
7.    W przypadku gdy wypłata świadczenia w formie strumienia płatności z odroczonego annuitetu ma charakter obowiązkowy, gwarancje wypłaty przyszłego dochodu ustala się w tej samej umowie, która reguluje zobowiązania stron kontraktu w fazie gromadzenia kapitału (akumulacji).
Przykład świadczeń emerytalnych:
Zgodnie z klasyfikacją zaproponowaną przez OECD świadczenie emerytalne wypłacane z publicznych systemów emerytalnych w formie emerytury dożywotniej jest stałym dochodem w formie regularnych płatności, natomiast nie można go nazwać produktem annuitetowym. Jednym z argumentów jest sposób finansowania świadczenia - w większości państw stosowana jest metoda repartycji, która oznacza, że bieżące świadczenia emerytalne są finansowane z bieżących składek emerytalnych lub podatków pokolenia pracującego, a nie mają pełnego pokrycia finansowego.